# Андирон
Андирон, один з пари горизонтальних залізних брусків, на яких тримається деревина у відкритому каміні. Найдавніші андріони зустрічаються з пізньої залізної доби. Андирон стоїть на коротких ногах і зазвичай має вертикальну панель, що захищає спереду скочуванню колод, тим самим надаючи йому дещо собачий вигляд (звідси альтернативна назва, вогняна собака firedog). Вийшов із загального користування наприкінці 14 століття.

## Галерея

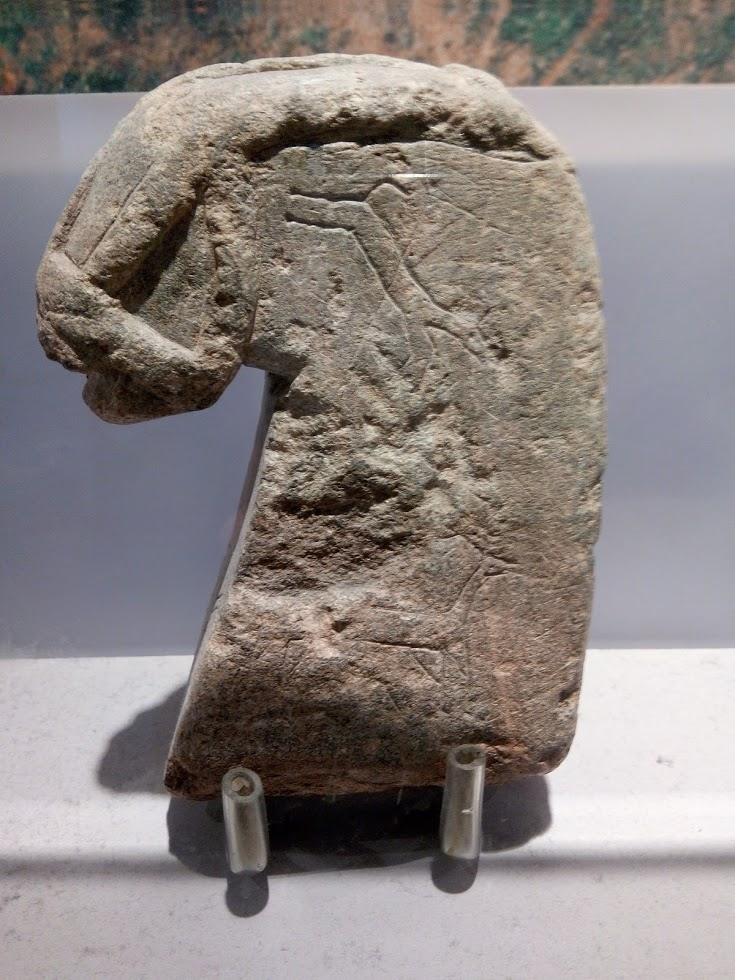
Вертикальна частина андирону з музею Салоніків з зображеннями тварин
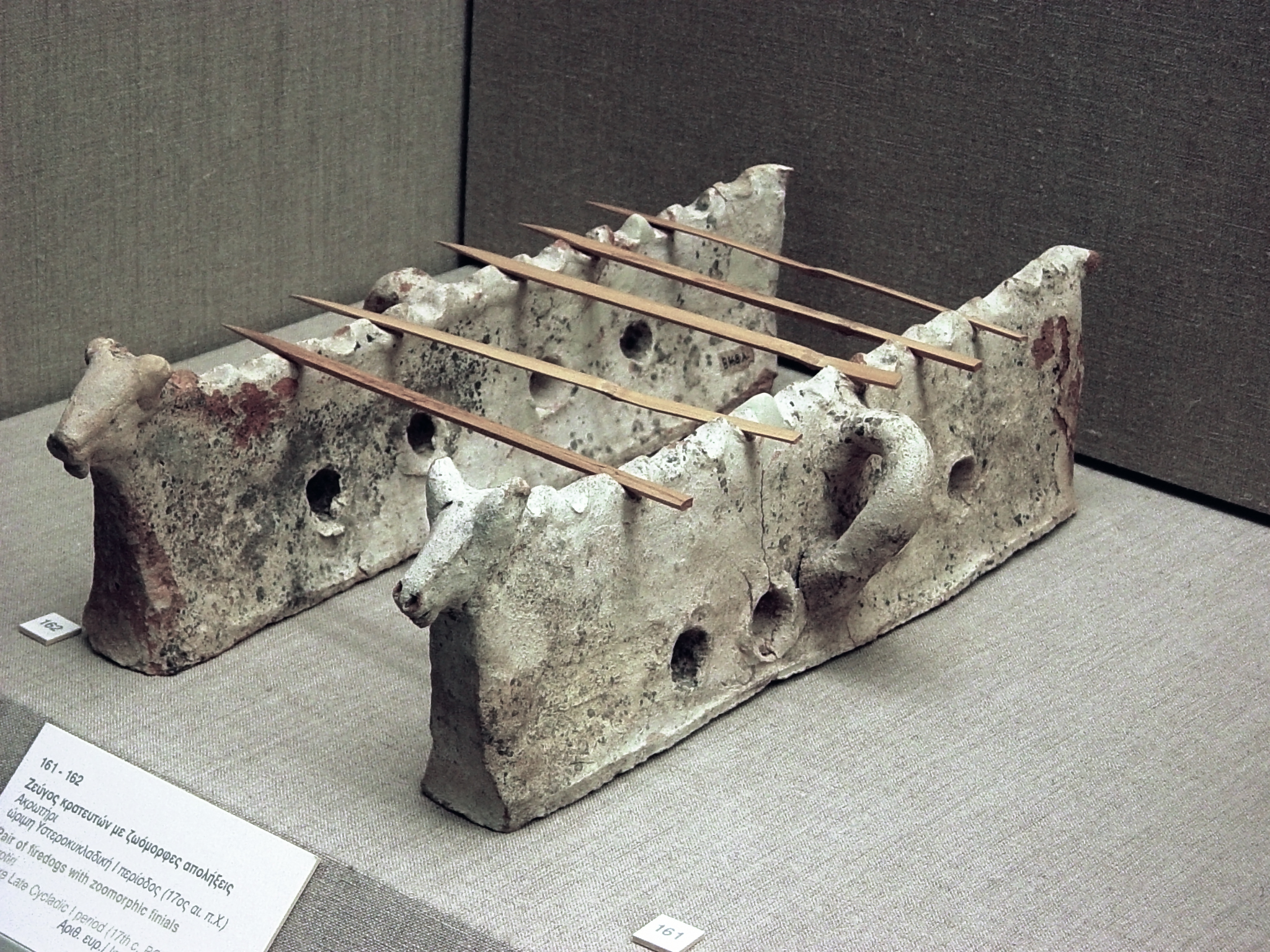
Андирони 17 століття до н.е., Акротирі
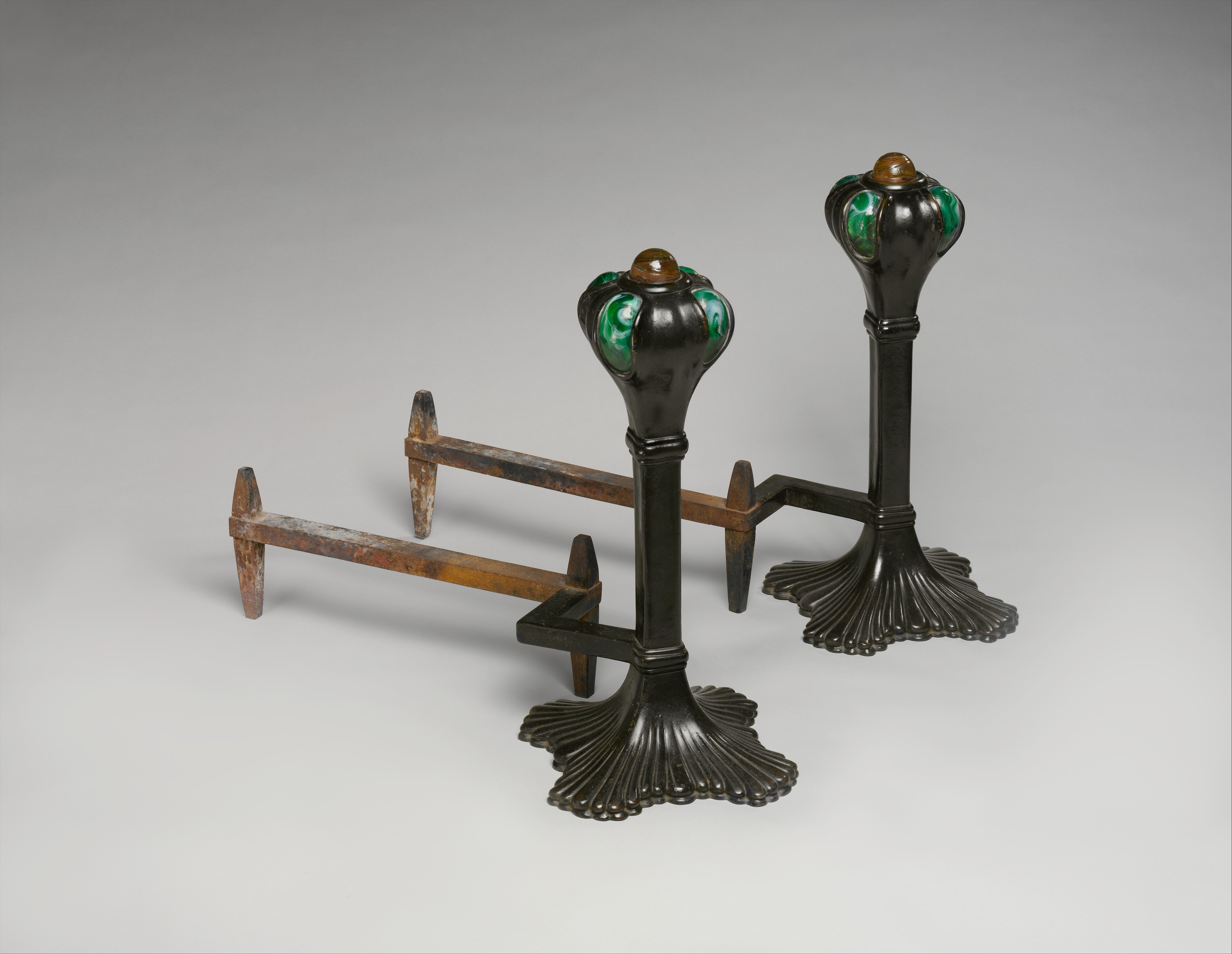
Дизайн Луїса Тіффані
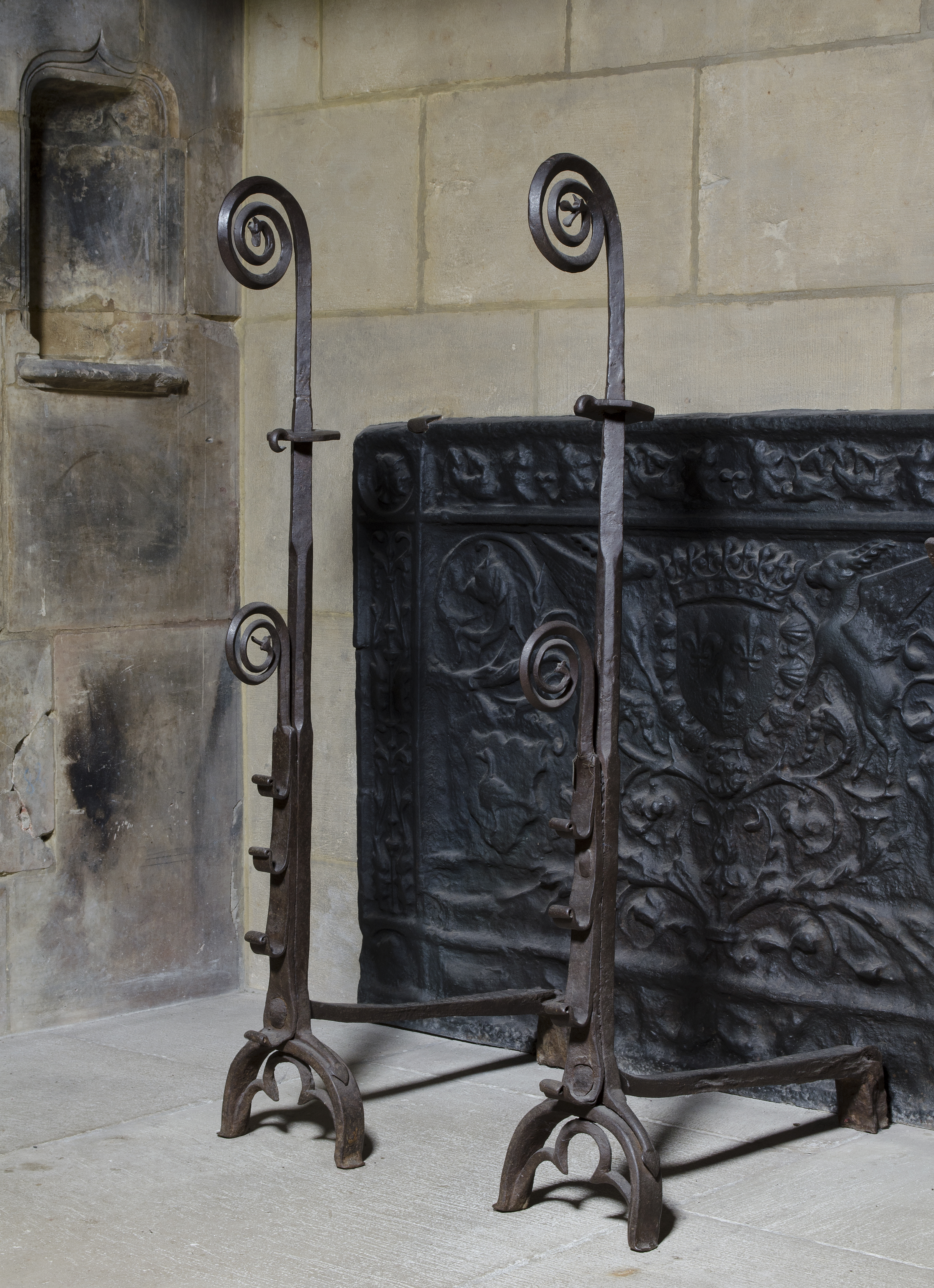
Середньовічні французькі андирони, близько 1400 р.